# 大阪大学歯学部附属歯科技工士学校
大阪大学歯学部附属歯科技工士学校（おおさかだいがくしがくぶふぞくしかぎこうしがっこう）は、大阪府吹田市山田丘にある国立専修学校。大阪大学吹田キャンパス内・大阪大学歯学部附属病院に併設され、歯科技工士の養成の専修学校である。

## 沿革
大阪大学歯学部の附属各種学校として、1960年に大阪市北区中之島・大阪大学歯学部中之島キャンパス内に開校した。開校当初は西日本で唯一の国立歯科技工士学校で、中学校卒業以上を入学資格とする3年制の各種学校だった。
その後、歯科技工士養成所指定規則の改正により、1966年には高等学校卒業以上を入学資格とする2年制の学校へと改編された。学校教育法の改正により、1976年4月に専修学校へと改編されている。
1983年7月には大阪大学歯学部が吹田キャンパスへ移転したことに伴い、学校も中之島から吹田へと移転している。

## 課程・学科
- 歯科技工専門課程 歯科技工学科

## 交通
- 大阪モノレール彩都線 阪大病院前駅 西へ約1km。
- 阪急千里線 北千里駅 東へ約1.5km。
- 阪急バス・近鉄バス 阪大本部前バス停。